# 北投真言宗石窟建築群
25°08′03″N 121°30′34″E / 25.134232°N 121.509460°E
北投真言宗石窟建築群，是位於臺灣臺北市北投區丹鳳山的石窟建築群，境內包含弘法大師岩、波切不動明王石窟等建物，今列臺北直轄市定古蹟。

## 歷史
- 北投弘法大師岩
- 弘法大師紀念碑

真言宗石窟建築群建於1911年（一說1910年、1912年），當時由澤德松等人發起設立「茶榮講」組織，開鑿北投丹鳳山上的礦石，在石內供奉弘法大師，總共耗資三百餘圓興建。「茶榮講」亦在弘法大師岩附近建立「弘法大師紀念碑」，上刻：「遠處可望故里花木，大師之山光輝閃耀。」之後又在附近增建不動明王石窟。

### 文物保護

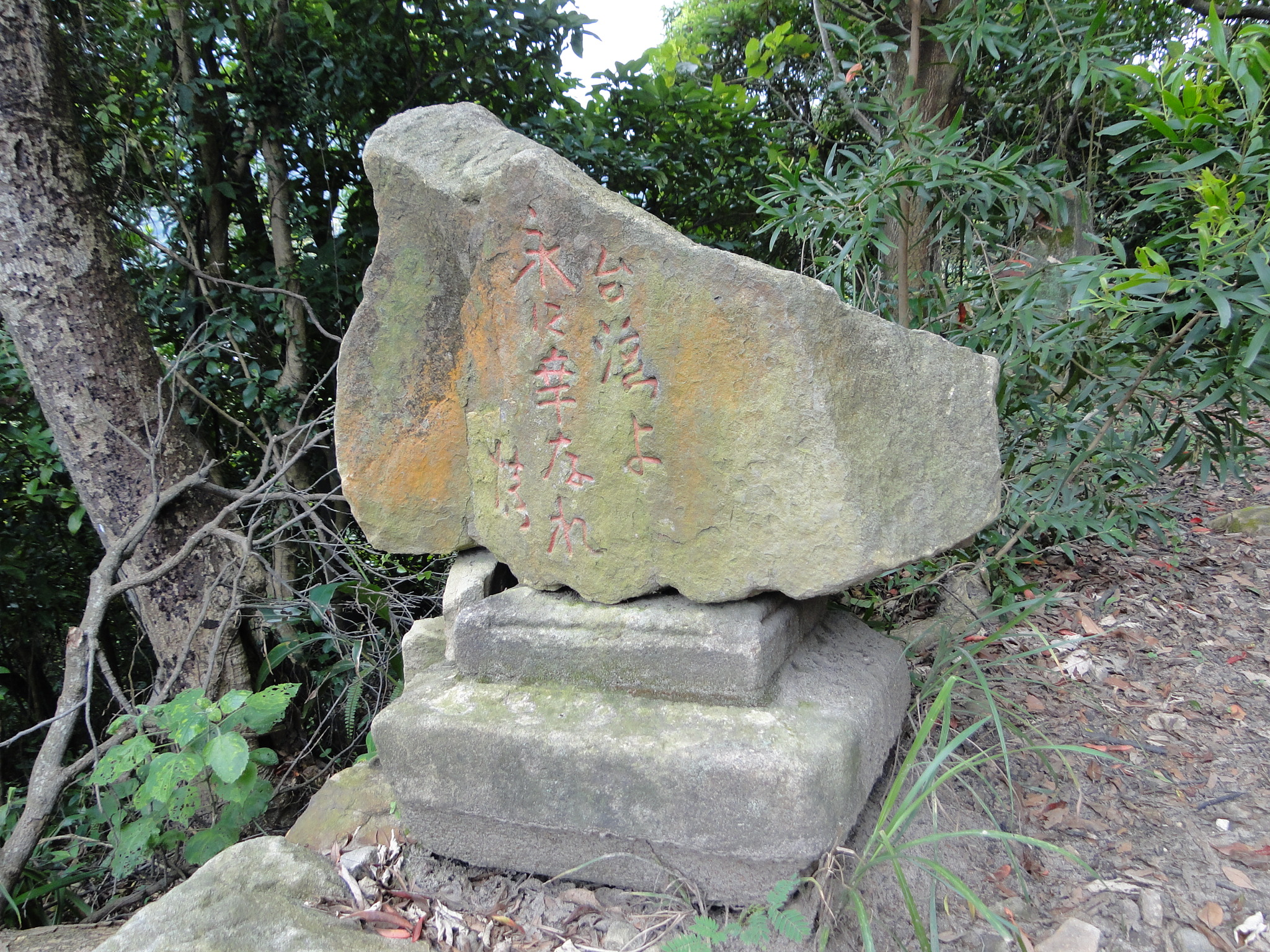
臺灣幸福石

2004年，當地文史工作者楊燁在石窟附近發現一塊上面用日文刻著：「臺灣啊！要永遠幸福！」（台湾よ、永に幸なれ）的石碑（臺灣幸福石），後楊燁在網路上分享該石碑，使其聲名大噪。但石碑上之碑文文法有誤，亦無相關資料可供找尋，因此石碑上之文字無法確定是日本人或臺灣人所刻下。之後北投林泉里里長張聿文提報弘法大師碑和臺灣幸福石為文化資產，但文資委員認為該石碑並無文資價值，最後不了了之。
2014年，臺灣幸福石疑似遭人拓印。2017年5月，臺灣幸福石疑似遭鈍器敲打，弘法大師紀念碑亦遭鈍器鑿擊，碑文也被磨白，文史工作者蕭文杰呼籲政府將石窟群列為文化資產。
2017年5月，石窟群獲提報為古蹟，同年6月23日進行會勘，文資委員皆表示具文資價值，但並未將該處登錄古蹟，以致石窟群無法受到文資法保護。2018年1月1日，蕭文杰發現弘法大師岩有遭人刮損之痕跡。
2018年5月21日，臺北市政府同意將石窟群列為臺北直轄市定古蹟，最終於2019年7月24日獲指定為古蹟，臺灣幸福石仍未具有文資身分。2019年12月，楊燁前往石窟群時，發現該地遭人掛上布條、旗幟，地上有焚燒金紙所留下之痕跡，臺灣幸福石疑似遭人塗漆。臺北市文化局表示將會在石窟群現場勘查。